# リコーインダストリアルソリューションズ
リコーインダストリアルソリューションズは、リコーグループの産業向け光学機器メーカーである。本社は神奈川県横浜市。

## 沿革
- 2014年（平成26年）
  - 6月 - リコーインダストリアルソリューションズ株式会社を設立。
  - 10月 - リコー・インダストリ事業部を吸収分割。リコー光学、リコーマイクロエレクトロニクスを吸収合併し、経営統合。

## 拠点
- 本社事業所 〒222-8530 神奈川県横浜市港北区新横浜3-2-3
- 花巻事業所 〒025-0394 岩手県花巻市大畑10-109
- 鳥取事業所 〒680-1172 鳥取県鳥取市北村10-3
- 香港支店  16/F,Grandmark,8A-10 Granville Road, Tsimshatsui,Kowloon, Hong Kong

## 主力製品・事業
- 光学デバイス
  - レンズ
  - ミラー
  - 特殊光学デバイス
- 光学ユニット
  - プロジェクターユニット
  - 産業用カメラ・レンズ
- 組込み向け
  - 組込用フォント
  - 組込み機器用マザーボード
  - 組込み機器用コントローラ

## ISO認証取得
- 品質（ISO 9001：2008年）
- 品質（ISO/TS 16949 ：2009年）
- 環境（ISO 14001：2004年）